# جنگل لاندس
جنگل لاندس (به فرانسوی: Forêt des Landes) یک جنگل در فرانسه است که در نوول-آکیتن واقع شده‌است.